# Gracilinanus aceramarcae
L'opossum gracile di Aceramarca (Gracilinanus aceramarcae (Tate, 1931)) è un mammifero marsupiale della famiglia dei Didelfidi.

## Descrizione
Questo piccolo opossum è lungo da 7 a 13 cm (esclusa la coda, che può essere lunga sino a 15 cm), per un peso di 25-35 gr circa.
Il pelo è generalmente di colore bruno-rossastro o bruno-grigiastro sul dorso e di colore crema sul ventre, con un sottile anello di colore nero attorno agli occhi.

## Distribuzione e habitat
È diffuso in Bolivia e Perù, in una ristretta area della porzione orientale delle Ande.
Il suo habitat è la foresta pluviale, ad una altitudine di 2.600-3.300 m.

## Biologia
È una specie arboricola, le cui abitudini sono ancora poco conosciute.
La sua dieta è rappresentata da frutta, insetti ed altri piccoli invertebrati.